# 5891 Ґеріґ
5891 Ґеріґ (5891 Gehrig) — астероїд головного поясу, відкритий 22 вересня 1981 року.
Тіссеранів параметр щодо Юпітера — 3,492.